# Eurovision Magic Circus Show 2012
Eurovision Magic Circus Show 2012 (ook: Magic Circus Show 2012) was de derde, en laatste, editie van de Eurovision Magic Circus Show en werd georganiseerd in het najaar van 2012 in Genève, Zwitserland.

## Format
De deelnemende landen zonden elk een delegatie naar de circusshow. De circusartiesten moesten tussen de zeven jaar en veertien jaar oud zijn. In totaal waren er rond de negentig deelnemers over de negen deelnemende landen.

## Gastland
Het festival vond plaats in een circustent van Circus Pajazzo in Chêne-Bougeries, onderdeel van het kanton Genève in Zwitserland.

## Deelnemende landen
Negen omroepen maakte bekend om deel te nemen. Dit waren twee landen meer dan in de vorige editie. Armenië, Bulgarije en Ierland maakten hun debuut op het festival. Oekraïne trok zich na één editie al terug.
België was verantwoordelijk voor twee acts. De show werd uitgezonden op Ketnet op 24 december 2012. Nederland nam ook twee acts voor haar rekening. Zij zonden de show echter een dag later uit, op 25 december 2012 om precies te zijn.

## Deelnemers
| Volgorde | Land        | Artiest                 | Act                     |
| -------- | ----------- | ----------------------- | ----------------------- |
| 1        | Armenië     | Milena                  | Acrobatiek              |
| 2        | Portugal    | Suspensas Pelo Fado     | Luchtacrobatiek         |
| 3        | Rusland     | Ivan                    | Balanceren              |
| 4        | Ierland     | Patrick & Maria         | Gymnastiek              |
| 5        | Zwitserland | Jean & Gabin            | Eenwieler               |
| 6        | Frankrijk   | Antoine                 | Gymnastiek              |
| 7        | Armenië     | Lusine                  | Luchtacrobatiek         |
| 8        | Bulgarije   | Ivan Ayvon              | Illusionist             |
| 9        | Nederland   | The Magic Box           | Komische acrobatiek     |
| 10       | Zwitserland | Noémie                  | Luchtacrobatiek         |
| 11       | Portugal    | Cats                    | Ritmische gymnastiek    |
| 12       | België      | Tom                     | Jongleren               |
| 13       | Nederland   | Cops & Robbers          | Acrobatiek en Jongleren |
| 14       | Rusland     | Liza                    | Luchtacrobatiek         |
| 15       | Armenië     | Sargis & Davit          | Acrobatiek              |
| 16       | Ierland     | Donnacha                | Diabolo                 |
| 17       | Frankrijk   | Tommy & Vincent         | Paaldansen              |
| 18       | België      | Acrobatiek Stewardesses | Acrobatiek              |

## Uitzendingen
| Datum            | Land        | Zender     |
| ---------------- | ----------- | ---------- |
| 22 december 2012 | Ierland     | RTÉ        |
| 24 december 2012 | België      | VRT        |
| 25 december 2012 | Bulgarije   | BNT        |
| 25 december 2012 | Nederland   | TROS       |
| 25 december 2012 | Portugal    | RTP        |
| 25 december 2012 | Zwitserland | RTS        |
| 1 januari 2013   | Frankrijk   | France 3   |
| 1 januari 2013   | Rusland     | Rusland-1  |
| Onbekend         | Armenië     | Armenia TV |